# Ironheart
Riri Williams, alias Ironheart, est une super-héroïne évoluant dans l'univers Marvel de la maison d'édition Marvel Comics. Créée par Brian Michael Bendis et Mike Deodato, elle apparait pour la première fois dans Invincible Iron Man Vol. 2 #7 (Mai 2016).
Elle est incarnée à l'écran dans l'univers cinématographique Marvel par Dominique Thorne, tout d'abord dans le film Black Panther: Wakanda Forever avant une série entièrement consacrée au personnage prévue sur Disney+.

## Historique de publication
Riri Williams, créée par Brian Michael Bendis et Mike Deodato, apparait dans les comics Invincible Iron Man Vol. 2 #7, scénarisé par Bendis et dessiné par Deodato,. Elle a été inspirée par l'actrice américaine Skai Jackson,. Elle a une présence plus conséquence dans les deux volumes (« issues ») suivants.
Riri Williams est ensuite la vedette du 3e volume Invincible Iron Man, qui débute courant 2016 sous le nom de code Ironheart. Son armure est alors dessinée par Stefano Caselli (it).
Elle apparaît ensuite dans la série Infinity Countdown : Champions 2018, de Jim Zub et Emilio Laiso. Puis dans la série Ironheart 2018, sa première série de bandes dessinées solo, par Eve Ewing et Kevin Libranda,,. Plus tard elle est apparue dans la série Champions 2019, par Jim Zub et Steven Cummings,. Elle apparaît dans la série Ironheart 2020, sa deuxième série de bandes dessinées solo, par Vita Ayala, Danny Lore et David Messina,.

### Controverse
En octobre 2016, Marvel Comics et le détaillant new-yorkais Midtown Comics ont décidé conjointement de retirer de la circulation la variante de couverture de J. Scott Campbell du premier numéro de The Invincible Iron Man, produite exclusivement pour ce magasin, après que les aperçus de la couverture aient été publiés et critiqués pour avoir sexualisé le personnage représenté, Riri Williams, 15 ans,,. La couverture représentait le personnage, une adolescente étudiante en ingénierie du MIT ayant procédé à l'ingénierie inversée de l'une des combinaisons blindées d'Iron Man pour la porter elle-même, dans un haut court dénudé au ventre, contrairement à la manière plus modeste dont l'artiste Stefano Caselli a représenté le personnage dans l'art intérieur du livre. Campbell a qualifié la décision de «malheureuse», a expliqué que son interprétation du personnage était destinée à représenter «une jeune femme impertinente et en passe de devenir majeure». Il a considéré la réaction à la couverture comme une «fausse controverse», en disant : «Je lui ai donné une attitude impertinente, sexualiser» n'était pas intentionnel. Brian Michael Bendis, auteur de la série, était satisfait de la décision de retirer la couverture, affirmant que même s'il appréciait le visage que Campbell avait dessiné sur Riri lorsqu'il considérait l'art comme une œuvre en cours, il n'aimait pas l'art terminé, disant : «Les couvertures spécialisées ne sont pas de mon ressort et elles ont été produites séparément du travail des personnes impliquées dans la réalisation de la bande dessinée. Ce n'est pas pour renvoyer la balle, mais c'est le fait. Si j'avais vu un croquis ou quelque chose, j'aurais exprimé des préoccupations similaires. je suis certain que la prochaine version sera incroyable».

## Biographie fictive

### Origines
Riri Williams est une adolescente de 15 ans étudiante en ingénierie. Elle est la fille de Demetrius "Riri" Williams Sr. et de Ronnie. À la mort de son père, elle est élevée avec sa sœur Sharon par sa mère et leur beau-père, Gary. Elle fait la rencontre de sa seule amie, Natalie Washington, lorsqu’elle a dix ans. Véritable génie, elle part étudier au Massachusetts Institute of Technology (MIT) un an plus tard,. Elle ne s’y fait pas beaucoup d’amis en raison de son très jeune âge, à l’exception de Daija Hamilton qui la prit sous son aile. L’année de ses treize ans, lors d’un pique-nique en famille au Marquette Park, ils furent piégés au milieu d’un règlement de comptes et essuyèrent une salve de coups de feu. Son amie Natalie et son beau-père Gary furent ainsi tués. Seule, Riri parvient à créer une armure similaire à celle d'Iron Man en utilisant du matériel volé sur le campus. Lorsque les agents de sécurité du campus frappent à sa porte, elle s'enfuit en portant le costume.
En voulant empêcher deux détenus de s'échapper d'un pénitencier du Nouveau-Mexique, sa combinaison est endommagée. De retour chez sa mère, la jeune fille continue de travailler à l'amélioration de son costume, au grand désarroi de sa tante. Tony Stark entend parler des exploits de Riri et va à sa rencontre. Durant leur entretien, le milliardaire approuve sa décision de devenir une super-héroïne.

### Post-Civil War II
Apparaissant dans son armure de sauvetage après le scénario de Civil War II de 2016, Pepper Potts affronte Riri Williams et Tony Stark, qui a transféré sa conscience dans un appareil devenu une IA, pour tenter d'expliquer les problèmes d'être un super-héros. Ils sont ensuite attaqués par Techno Golem et ses Biohack Ninjas. Alors que Riri s'enfuit et que Pepper les combat, Techno Golem essaie de découvrir comment Pepper connaît Riri. Lorsque l'armure de Techno Golem se brise et que Tomoe tente d'attaquer Riri à la place, Pepper utilise ses gantelets blindés de sauvetage et assomme Tomoe. Lorsque Sharon Carter rencontre officiellement Riri après l'arrestation de Tomoe et des Biohack Ninjas, Pepper dit à Riri qu'elles se reparleront. Pepper Potts, Mary Jane Watson, Friday, l'IA de Tony Stark et la mère biologique de Stark, Amanda Armstrong, sont dans la salle des armures avec Riri lorsqu'elle démontre sa connaissance de chacune des armures d'Iron Man. Lorsqu'Amanda Armstrong propose à Riri d'utiliser les laboratoires de Tony Stark comme base d'opérations, Riri hésite mais Pepper l'encourage. Le lendemain, chez elle, la famille de Riri reçoit la visite du directeur du MIT qui souhaite que Riri continue à travailler là-bas. Riri serait également autorisée à utiliser les laboratoires de l'école. Après avoir travaillé dans l'un des laboratoires, Riri demande à l'IA de Tony Stark de lui trouver quelque chose pour se défouler. L'IA de Tony Stark localise Armadillo en train de commettre un crime et Riri utilise l'armure Ironheart pour vaincre Armadillo. Elle est alors approchée par les Champions, qui lui proposent de l'intégrer à leur groupe. En parallèle, le SHIELD lui demande de se rendre en Latvérie pour en arrêter sa dirigeante, Lucia von Bardas. Riri accepte et la vainc avant de se déclarer nouvelle dirigeante du pays. Après avoir négocié la paix entre le SHIELD et la Latvérie, elle abdique et s’assure de l’organisation des premières élections libres du pays.

### Secret Empire
Dans l'arc narratif Secret Empire, Ironheart est vue en train de combattre l'armée du mal lors de la prise de contrôle des États-Unis par HYDRA. Le Baron Helmut Zemo demande à Blackout d'entourer Manhattan de Darkforce après l'avoir amélioré avec les pouvoirs du Darkhold. Riri envoie alors un signal de détresse à tous les héros disponibles pour la retrouver à Washington. Ironheart et Falcon II se joignent aux Champions et forme l’Underground pour participer à la lutte clandestine contre la prise de contrôle du pays par HYDRA. Ils suivent plus tard Black Widow lorsqu'elle fait ses propres plans pour Captain America. Pendant l'entraînement, les jeunes héros ne sont pas d'accord sur la brutalité et l'impitoyabilité de Black Widow. Les héros s'infiltrent plus tard dans une base d'HYDRA pour trouver quelqu'un de crucial pour le plan de Black Widow. Black Widow leur dit plus tard qu'ils vont devoir tuer Steve Rogers, après qu'HYDRA a détruit la cachette souterraine. À Washington, alors que leur assaut commence, Spider-Man combat Captain America, mais Black Widow intervient et est tuée. Juste au moment où Spider-Man est sur le point de tuer Steve Rogers, les autres le convainquent de ne pas le faire et ils sont tous arrêtés. Ils sont libérés après l’assaut de l’Underground sur Washington DC dont résulte la défaite d'Hydra et le retour du vrai Captain America. Pour récompenser les héros de leur aide, Kobik, le cube cosmique, les transportent à différents moments du temps. Riri se retrouve dans un futur où elle rencontre de Tony Stark devenu le Sorcier suprême. Riri a également aidé les Champions à rechercher des survivants à Las Vegas après sa destruction par HYDRA.

### Champions
Dans l'arc narratif de 2019, Riri est surprise d'apprendre que sa co-équipiere androïde Viv Vision a le béguin pour elle, ce qui l'énerve au premier abord. Plus tard, l'esprit de Riri — et celui de plusieurs autres champions — est corrompu par Blackheart le fils de Méphisto, la retournant contre ses coéquipiers. Cependant, alors que Riri est sur le point de détruire Viv, ce sont les excuses honnêtes de cette dernière, pour ne pas avoir pris en compte ses sentiments, qui la sortent du contrôle de Blackheart et lui font finalement reconnaître l'affection de Viv.
Dans la série Outlawed (2020), Ironheart fait partie des super-héros adolescents touchés par la loi Underage Superhuman Welfare Act menée par le sénateur Geoffrey Patrick, depuis que Miss Marvel a été plongée dans le coma lors d'un combat avec un dragon asgardien. Le groupe établi C.R.A.D.L.E. a fait une descente dans son laboratoire.

### Iron Man 2020
Durant les évènements Iron Man 2020, Riri fait partie des personnages dont Tony Stark — sous sa forme de Mark One — n'a pas répondu aux appels. Tout en respectant la loi sur la guerre surhumaine des mineurs, Riri, son IA N.A.T.A.L.I.E. (qui est basée sur la défunte meilleure amie de Riri, Natalie Washington) et Xavier King voient des gens fuir parce que les Intellicars sont détraqués. Alors que Riri s'interface avec l'Intellicar, Natalie découvre que son IA est corrompue par un mauvais code. Alors que l'Intellicar recommence à fonctionner, Riri a pu trouver le code de réinitialisation lors du crash des trois Intellicars. Natalie informe Riri que le signal provient du téléphone portable d'André Sims qui travaille actuellement comme stagiaire à la succursale de Stark Unlimited à Chicago. Trois jours plus tard, à la succursale de Stark Unlimited à Chicago, Riri confronte André à propos de l'incident avec les Intellicars. André nie toute connaissance de l'incident et déclare que Stark Unlimited rend service aux gens.
De retour à son laboratoire, Riri déclare à Natalie qu'elle a envoyé ses plaintes à Stark Unlimited et que personne n'a encore répondu. Alors qu'elle discute du prochain plan d'action avec Natalie, Riri remarque qu'elle pourrait avoir des problèmes. Plus tard dans la nuit, Riri informe Xavier que Natalie pourrait souffrir d'un problème depuis l'incident d'Intellicar. Elle reçoit alors une alerte indiquant que l'armure Ironheart a été détournée. Il est montré que Natalie a détourné l'armure Ironheart et commence à avoir des problèmes lorsqu'elle affronte André. En utilisant le tracker de l'armure Ironheart, Riri et Xavier entrent dans Stark Unlimited où ils évitent les drones Stark. Ils rattrapent Natalie alors que Riri s'efforce de dissuader Natalie de faire du mal à André, Natalie déclare qu'ils ne peuvent pas être en mesure d'aider les gens face à des personnes comme André. Riri déclare qu'elle ne peut pas laisser Natalie se débarrasser d'André, sinon Riri serait arrêtée car elle ne veut pas faire subir ça à sa mère et perdre Natalie. Riri n'a d'autre choix que de s'armer pendant qu'André récupère et pousse Xavier par la fenêtre. Ironheart parvient à sauver Xavier et à exposer les expériences d'André. Après avoir regardé les informations sur l'incident, Riri, Natalie, et Xavier remarquent que l'armure Ironheart était répertoriée comme l'un des prototypes de Stark Unlimited car ils soupçonnent que Stark Unlimited a dissimulé le fait qu'il s'agissait du véritable Ironheart. Le problème de Natalie a également été réglé.

## Autres versions

### Spider-Men II
Une version alternative de Riri Williams apparaît dans l'Ultimate Universe. Cette version est membre des Ultimates,,.

### Spider-Punk
Une version alternative de Riri Williams vit sur la Terre-138. Riri est l'un des nombreux super-héros antifascistes punk. Elle s'appelle RiotHeart et joue de la guitare dans le Spider-Band.

## Pouvoirs et capacités
Riri Williams n'a pas de pouvoirs mais utilise une armure high tech inspirée de celles d'Iron Man et possède une super-intelligence diagnostiquée à cinq ans.

## Origine du nom
Le nom du personnage Rihanna Robyn Williams et son surnom (Riri) est un clin d'oeil à la chanteuse Rihanna, de son vrai nom Robyn Rihanna Fenty.

## Réception
Rosie Knight de Polygon a nommé Riri Williams l'un des «héros les plus récents et les plus populaires» de Marvel. Liam McGuire de Screen Rant a qualifié Riri Williams d '«immensément populaire», déclarant: «Tony a aidé Riri sur son chemin pour devenir un héros à part entière, mais Williams s'est créé l'opportunité et a couru avec. C'est une héroïne qui se trouve être l'une des personnes les plus intelligentes sur Terre - tout comme Tony avant elle. C'est ce qui fait d'Ironheart un héros si apprécié». Alisha Grauso de Looper a qualifié Riri Williams de «véritable héritier de l'héritage d'Iron Man», écrivant : «Les fans étaient enthousiasmés par la nouvelle, la perspective de voir Ironheart en live action les mettant en ébullition. Bien qu'Ironheart n'ait pas existé très longtemps dans les bandes dessinées - sa première apparition a eu lieu dans Invincible Iron Man Vol. 2 #7 – elle est rapidement devenue l'une des préférées des fans».
Anubhav Chaudhry de Sportskeeda a décrit Riri Williams comme une «source d'inspiration pour les jeunes de couleur du monde entier», déclarant : «Riri est rapidement devenue l'un des personnages les plus populaires de la franchise, inspirant des millions de fans avec son incroyable histoire. Grâce à sa détermination et à son courage, Riri est passée du statut d'étudiante à celui de super-héros à part entière, faisant une différence dans le monde et laissant un impact durable». L'acteur anglais Tom Holland a affirmé : «Ce serait une personne cool à amener sur grand écran… le multivers ouvre tellement de portes où nous pouvons introduire tant de nouveaux personnages sympas comme Ironheart»,. Eric True de Comic Book Resources a qualifié Riri Williams de «personnage préféré des fans», déclarant: «Riri Williams, autrement connue sous le nom d'Ironheart, est devenue l'un des nouveaux personnages les plus remarquables de Marvel de la dernière décennie. C'est une enfant géniale avec toute la confiance et le charisme d'un personnage qui adore passer du temps sous les projecteurs».
Samantha Coley de Collider a qualifié Riri Williams de «personnage de bande dessinée bien-aimé». George Marston de Newsarama a inclus Riri Williams dans leur liste des «meilleurs débuts de personnages de Marvel Comics», en écrivant : «En tant que remplaçant de Tony, Ironheart, Riri a tracé son propre chemin à travers son héritage, affrontant certains de ses plus grands méchants alors même qu'elle était. forgeant son propre héritage aux côtés des héros adolescents des Champions. Riri a poursuivi sa carrière de super-héros même si Tony est revenu depuis, incarnant sa propre identité d'Ironheart». Rachel Leishman de La Mary Sue a qualifié Riri Williams de «favorite des fans», tandis que Michele Kirichanskaya l'a classée 8ème dans leur liste des «8 jeunes et nouveaux héros sur lesquels l'univers cinématographique Marvel devrait se concentrer ensuite», en disant: «Ironheart montre une importance majeure en tant que héros potentiel à l'écran. En tant que jeune Femme de couleur dans les STEM, Riri Williams montre le potentiel d'inspirer des milliers de personnes, en particulier des jeunes filles de couleur, qui lui ressemblent, pour non seulement devenir des héros, mais aussi pour entrer dans le domaine des STEM, qui manquent de diversité».
Screen Rant a inclus Riri Williams dans sa liste des «10 membres les plus puissants des champions» et dans sa liste «MCU : 10 débuts préférés des fans les plus désirés attendus dans la saga multivers»,. Comic Book Resources a classé Ironheart 4ème dans leur liste «Marvel : 10 personnages féminins les plus intelligents», 6ème dans leur liste «10 héros adolescents les plus puissants de Marvel Comics», et 10ème dans leur liste «10 héros les plus intelligents de l'univers Marvel»,,.

## Réception littéraire

### Ironheart- 2018
Selon Diamond Comic Distributors, Ironheart #1 était la 45ème bande dessinée la plus vendue en novembre 2018,,.
Matt Lune de Comic Book Resources a qualifié Ironheart #1 de «nouveau et rafraîchissant», écrivant : «Ce n'est peut-être pas l'origine d'Ironheart, mais c'est son premier (vrai) début en tant que personnage solo. En tant que tel, Ewing et l'équipe font appel aux leçons des super-héros passés pour créer un conte qui franchit parfaitement la frontière entre le classique Marvel et le nouveau rafraîchissant. L'art est vibrant et engageant, et le scénario est une véritable bouffée d'air frais qui injecte une nouvelle vie à Riri Williams qui, espérons-le, verra ce personnage et ses aventures se poursuivrent pendant de nombreuses années. Brian Bendis a fait un travail merveilleux en créant ce personnage, mais Eve L. Ewing s'approprie Ironheart». Jenna Anderson de ComicBook.com a donné Ironheart #1, une note de 5 sur 5, disant : «C'est un premier numéro vraiment époustouflant. Rien qu'à partir de ce premier opus, il est clair qu'Ewing est un choix parfait pour donner vie à la première série solo de Riri, avec elle qui y injecte tellement de vie dans chaque ligne de dialogue. Que Riri sauve une pièce pleine de monde ou se connecte avec un vieil ami, vous ne pouvez pas vous empêcher d'apprécier pleinement chaque scène. L'art de Libranda et Becchio contribue également à élever les choses, créant quelque chose de si frais. et époustouflant, surtout lorsqu'il est associé au travail de couleur de Matt Milla. Ce livre est absolument un achat incontournable».

## Apparitions dans d'autres médias

### Univers cinématographique Marvel
- Dominique Thorne incarne le personnage dans l'univers cinématographique Marvel. Elle est introduite dans le long métrage Black Panther: Wakanda Forever (2022). Elle sera ensuite le personnage principal de la série en 6 épisodes Ironheart prévue sur Disney+[64] et annoncée en 2025. Elle est doublée en français par Amélia Ewu[65],[66].

### Télévision
- Elle apparait dans deux épisodes spéciaux de la série d'animation Marvel Rising, intitulés Heart of Iron et Battle of the Band[67]. Elle y est doublée en anglais par Sofia Wylie et en français par Nancy Philippot[68].
- Sofia Wylie prête à nouveau sa voix au personnage en 2020 dans deux épisodes de Spider-Man[69],[70].
- Elle apparaît également dans Marvel Super Hero Adventures (en), exprimée par Odessa Rojen[71],[72].

### Jeux vidéo
Elle apparait comme personnage jouable dans plusieurs jeux vidéo : Marvel Puzzle Quest, Marvel: Future Fight (2015), Marvel Avengers Academy (2016), Lego Marvel Super Heroes 2 (2017) et Marvel Strike Force (2018). Elle possède également sa carte dans Marvel Snap (2022)

### Jouets
- En 2018, Funko a sorti une figurine Funko DORBZ de Riri Williams / Ironheart[73],[74],[75].
- En 2020, Funko a sorti deux figurines Funko Pop Riri Williams / Ironheart Funko inspirées de l'incarnation Marvel's Spider-Man du personnage[76],[77].
- En 2021, Hasbro a sorti une figurine Ursa Major Riri Williams / Ironheart dans le cadre de la gamme de figurines Marvel Legends[78].
- En 2022, Hasbro a sorti une autre figurine Riri Williams / Ironheart inspirée de l'incarnation du personnage dans le Marvel Cinematic Universe (MCU), dans le cadre de la gamme de figurines Marvel Legends[79],[80],[81].
- En 2022, Funko a sorti une nouvelle figurine Funko Pop Riri Williams / Ironheart Funko spécialement conçue pour représenter le personnage d'Ironheart MK1 tel qu'elle apparaît dans le film Black Panther: Wakanda Forever[82],[83].
- En 2022, Walmart a sorti une figurine exclusive Ironheart Soda inspirée de l'incarnation du personnage dans le film[84],[85].
- En 2023, Funko a sorti une nouvelle figurine Funko Pop Riri Williams / Ironheart Funko spécialement conçue pour représenter le personnage d'Ironheart MK2 tel qu'elle apparaît dans le film[86].